# شينجي سوزوكي
شينجي سوزوكي (باليابانية: 鈴木 真司) (29 أغسطس 1986 في فوجيدا في اليابان – )؛ هو لاعب كرة قدم سابق كان يلعب كمهاجم.